# Betzy Kjelsberg
Betzy Alexandra Kjelsberg, de soltera Børresen, (Svelvik, Vestfold, 1 de noviembre de 1866-Bergen, 3 de octubre de 1950) fue una política noruega por el Venstre, además de la primera mujer miembro de dicho partido, primera inspectora de fábrica en Noruega (1910-1936) y miembro del movimiento feminista.

## Biografía
Betzy Kjelsberg nació en Svelvik, Vestfold. Su padre era noruego y su madre, escocesa. Tras la muerte de su padre la familia se mudó a Drammen, donde la madre de Betzy contrajo matrimonio con un mercader de la ciudad que más adelante tuvo que cerrar su tienda, lo que les obligó a mudarse a Christiania (hoy Oslo). Mientras estuvo viviendo allí, Kjelsberg empezó su Examen artium para poder acceder a la universidad y fue una de las primeras mujeres en Noruega en hacerlo. Sin embargo, nunca fue capaz de finalizar esos estudios debido a la poca capacidad económica de su padrastro. En su lugar, se enamoró de Oluf Fredrik Kjelsberg, jurista, con quien tendría seis hijos. Betzy Kjelsberg es la bisabuela de Siv Jensen, líder del Fremskrittspartiet, el Partido del Progreso.
En 1883 fundó el grupo de debate Skuld. Kjelsberg, creó las organizaciones Kvinnelig Handelsstandsforening en 1894, Drammen Kvinnesaksforening ("Asociación de Mujeres de Drammen") en 1896, la Sanidad Pública de Drammen en 1899 y el Consejo de Mujeres de Drammen en 1903. Fue cofundadora de la Asociación Noruega por los Derechos de las Mujeres (Norsk Kvinnesaksforening), en 1884 y la Asociación Nacional por el Sufragio Femenino (Landskvinnestemmerettsforeningen), en 1885. Además, fue miembro y líder del Consejo Noruego Nacional de las Mujeres, en 1904. Entre 1926 y 1938 fue vicepresidenta del Consejo Internacional de Mujeres.
Betzy Kjelsberg falleció en Bergen en 1950. Se encuentra en el cementerio de Nuestro Salvador de Oslo.

## Lecturas complementarias
- Agerholt, Anna Caspari (1973). Den norske kvinnebevegelses historie. Gyldendal. 1973. ISBN 8205058776.